# Ідемпотентний елемент
Ідемпотентний елемент (лат. idem — такий самий, potens — сильний) — в математиці, елемент {\displaystyle \ e} півгрупи чи кільця, що є рівним своєму квадрату: {\displaystyle \ e^{2}=e}.

## Пов'язані визначення
- Два ідемпотентних елементи кільця {\displaystyle \ u} та {\displaystyle \ v} називаються ортогональними, якщо {\displaystyle \ uv=vu=0.}

## Властивості
- Якщо два ідемпотентні елементи є ортогональними, то їх сума теж буде ідемпотентним елементом.

## Приклади
- В моноїді ({\displaystyle \mathbb {N} }, ×) натуральних чисел з множенням, тільки 0 та 1 є ідемпотентними елементами: 0 × 0 = 0 та 1 × 1 = 1.
- В магмі (M, •), єдиними ідемпотентними елементами можуть бути (якщо існують):  нейтральний елемент e та абсорбуючий елемент z  :     e • e = e, z • z = z.
- В групі (G, •), нейтральний елемент e є єдиним ідемпотентним елементом. Дійсно, досить помножити рівності {\displaystyle x\cdot x=x=x\cdot e} зліва на {\displaystyle x^{-1}}.